# Katrin Ofner
Katrin Ofner (Klagenfurt, 5 de marzo de 1990) es una deportista austríaca que compite en esquí acrobático, especialista en la prueba de campo a través.
Ganó una medalla de plata en el Campeonato Mundial de Esquí Acrobático de 2023, en la prueba individual. Participó en cuatro Juegos Olímpicos de Invierno, entre los años 2010 y 2022, ocupando el sexto lugar en Sochi 2014, en su especialidad.

## Medallero internacional
| Campeonato Mundial | Campeonato Mundial  | Campeonato Mundial | Campeonato Mundial |
| Año                | Lugar               | Medalla            | Prueba             |
| ------------------ | ------------------- | ------------------ | ------------------ |
| 2023               | Bakuriani (Georgia) | Medalla de plata   | Campo a través     |